# Encavalcament
|  | Per a altres significats, vegeu «Encavalcament (figura literària)». |

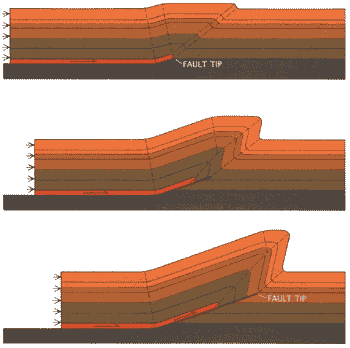
Formació d'un encavalcament

Un encavalcament és un tipus de falla inversa que té la particularitat que la seva superfície de falla forma un angle inferior als 45° amb l'horitzontal, en la qual els nivells més antics pugen a favor d'un pla inclinat, fins a situar-se per damunt d'altres nivells més moderns. És un terme que s'utilitza per estructures de gran escala.
A Catalunya algunes serralades importants com ara la Serra del Montsec són formades per aquestes estructures. En el cas del Montsec, els materials mesozoics encavalquen materials cenozoics.

## Ambient tectònic

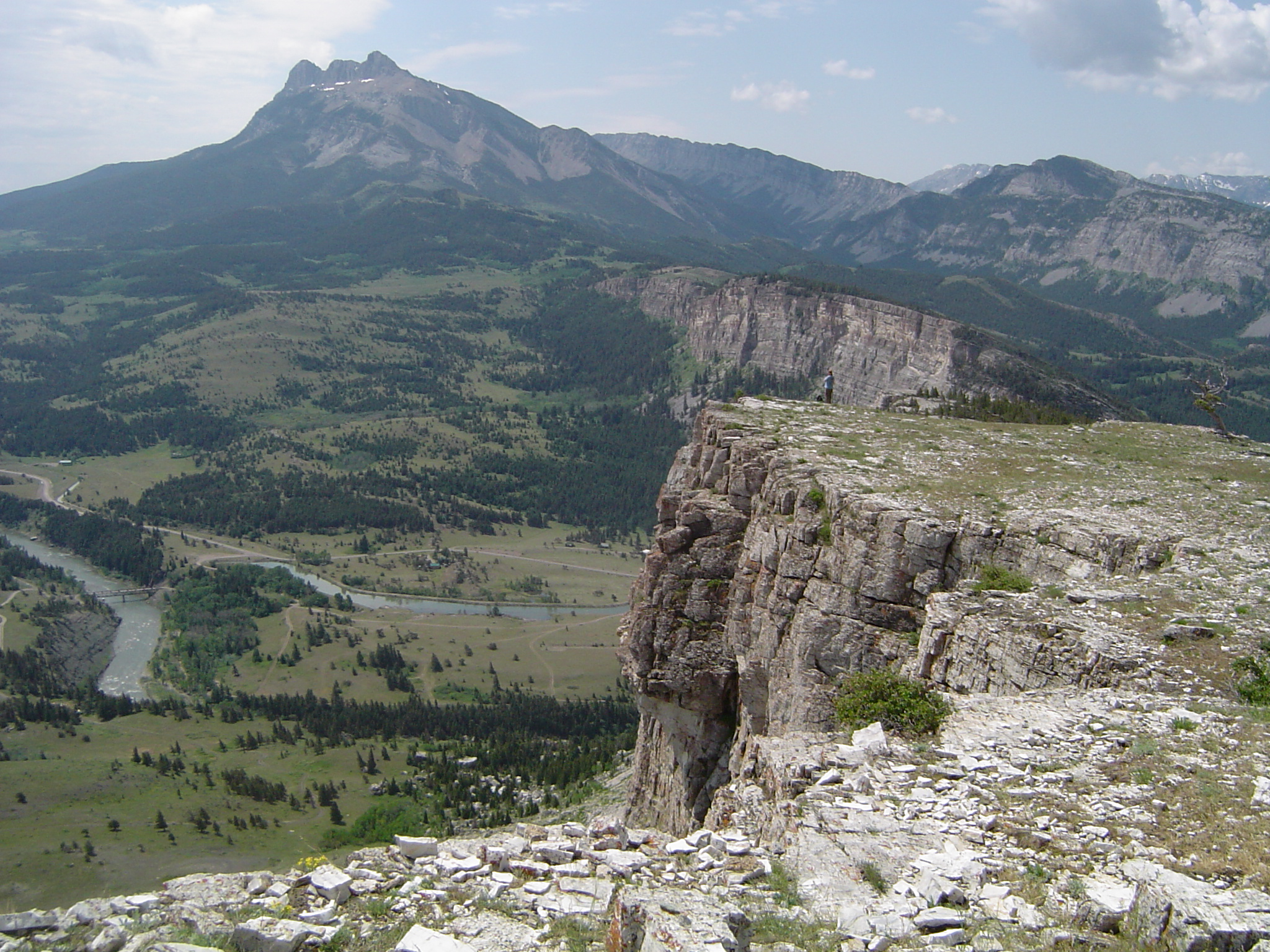
Un exemple de deformació de pell fina (encavalcament) a Montana. Tingueu en compte que la pedra calcària Madison blanca es repeteix, amb un exemple en primer pla i un altre a un nivell superior fins a la cantonada superior dreta i a la part superior de la imatge.

Es produeixen grans falles d'encavalcament en zones que han experimentat grans forces de compressió. Aquestes condicions existeixen als cinturons orogènics que resulten de dues col·lisions tectòniques continentals o d'acreció de zones de subducció.
Les forces de compressió resultants produeixen serralades. L'Himàlaia, els Alps, el Rif i els Apalatxes són exemples destacats d'orogènies de compressió amb nombroses falles d'atropellament.
A la conca del continent es produeixen falles d'empenta que es produeixen marginals a cinturons orogènics. Aquí, la compressió no es tradueix en un edifici apreciable de muntanya, que s'aconsegueix majoritàriament plegant i apilant empentes. En canvi, les fallades d'empenta generalment provoquen un engrossiment de la secció estratigràfica. Quan es desenvolupen empentes en orògens formats en rifts anteriorment dividits, la inversió dels paleo-rifts enterrats pot induir la nucleació de rampes d'empenta.
Una falla d'empenta és un tipus de falla inversa que té una caiguda de 45 graus o menys, però si l'angle del pla de falla és més baix (sovint menys de 15 graus respecte a l'horitzontal) i el desplaçament del bloc superior és gran (sovint en el rang de quilòmetres), la falla s'anomena falla d'encavalcament. L'erosió pot eliminar part del bloc superior, creant un tancament (o finestra), quan el bloc subjacent només està exposat en una àrea relativament petita. Quan l'erosió elimina la major part del bloc superior, deixant restes semblants a illes descansant al bloc inferior, les restes s'anomenen klippe. Els encavalcaments de la conca del terreny també solen observar la geometria de la rampa plana, amb empentes que es propaguen dins de les unitats amb un «pis» d'angle molt baix (entre 1 i 5 graus) i després es mouen cap amunt en rampes més inclinades (entre 5 i 20 graus) on compensar les unitats estratigràfiques. També es van detectar empentes en contextos cratònics, on la deformació de «far-foreland» s'ha avançat a les zones intracontinentals.
Els encavalcaments i els dúplexs es troben també en falques acrecionàries del marge de la fossa marina de les zones de subducció, on els sediments oceànics són raspats de la placa subduïda i s'acumulen. Aquí, la falca acrecionària ha d'espessir-se fins a un 200% i això s'aconsegueix apilant les falles d'empenta sobre la culpa d'empenta en un melange de roca trastornada, sovint amb un plegament caòtic. Aquí, les geometries planes de la rampa no solen observar-se perquè la força de compressió es troba en un angle pronunciat amb la capa sedimentària.

## Història
Les falles d'empenta no es van reconèixer fins a l'obra d'Arnold Escher von der Linth, Albert Heim i Marcel Alexandre Bertrand als Alps que treballaven a l'acció de Glarus; Charles Lapworth, Ben Peach i John Horne treballant en algunes parts d'Escòcia al Moine Thrust; Alfred Elis Törnebohm a les Caledònides escandinaves i R. G. McConnell als Rockies canadencs. La constatació que els estrats més antics es podien trobar, per defecte, per sobre dels estrats més joves, es van arribar més o menys independentment pels geòlegs de totes aquestes àrees durant la dècada de 1880. Archibald Geikie el 1884 va encunyar el terme «thrust-plane» per descriure aquest conjunt especial de falles. Ell va escriure:
| « | Amb un sistema de falles invertides, es fa un grup d'estrats per cobrir una gran amplitud de terreny i en realitat per superar els membres més alts de la mateixa sèrie. Les deslocalitzacions més extraordinàries, però, són aquelles a les que per distinció hem donat el nom de plans d'embranzida. Són falles estrictament revertides, però amb una tonalitat tan baixa que les roques del seu costat amunt han estat, com ja fos, avançades horitzontalment cap endavant. | » |

## Geometria i nomenclatura dels encavalcaments

### Falles inverses

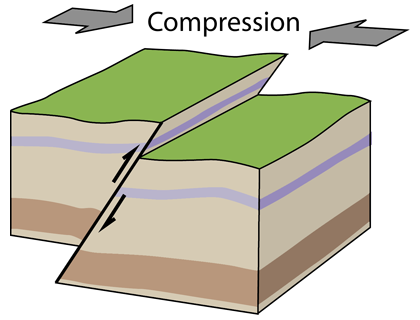
Diagrama de falla inversa (inclinació del pla falla gran)

Els encavalcaments solen tenir angles baixos d'inclinació del pla de falla. Una falla de desplaçament d'angle gran (superior a 30°) ha trucat falla inversa. La diferència entre un encavalcament i una falla inversa està en la seva influència. Una falla inversa es produeix principalment a través d'unitats litològiques, mentre que un encavalcament en general passa dins o amb un angle baix respecte de les unitats litològiques. Sovint són difícils de reconèixer els encavalcaments perquè els seus eixos de deformació i dislocació poden ser difícils de detectar quan es produeixen dins de les mateixes roques, sense desplaçament apreciable dels contactes litològics.
Si l'angle del pla de falla és baix (generalment menor de 20 graus respecte de l'horitzontal) i el desplaçament del bloc cavalcant (superior) és gran (sovint al rang de quilòmetres) la falla s'anomena encavalcament. L'erosió pot eliminar part del bloc cavalcant, creant un fenster (o finestra) quan el bloc de base només s'exposa en una àrea relativament petita. Quan l'erosió elimina la major part del bloc cavalcant, deixant només restes de materials de forma similar a una illa descansant al bloc inferior, les restes formen una illa tectònica o klippe (plural klippen).

### Falles d'encavalcament cegues
Si el pla de la falla acaba abans d'arribar a la superfície de la Terra, se'l coneix com a falla d'encavalcament cec o falla inversa cega. A causa de la manca de proves a la superfície, les falles cegues són difícils de detectar fins que trenquen. El destructiu terratrèmol de 1994 a Northridge, Califòrnia, va ser causat per un encavalcament cec no descobert prèviament.
A causa de la baixa inclinació, els encavalcaments són també difícils d'apreciar mitjançant la cartografia, on generalment les compensacions litològiques són subtils, i la repetició estratigràfica és difícil de detectar sobretot en unitats amb litologies monòtones o cícliques o sense fòssils característics.

### Plecs de flexió de falla

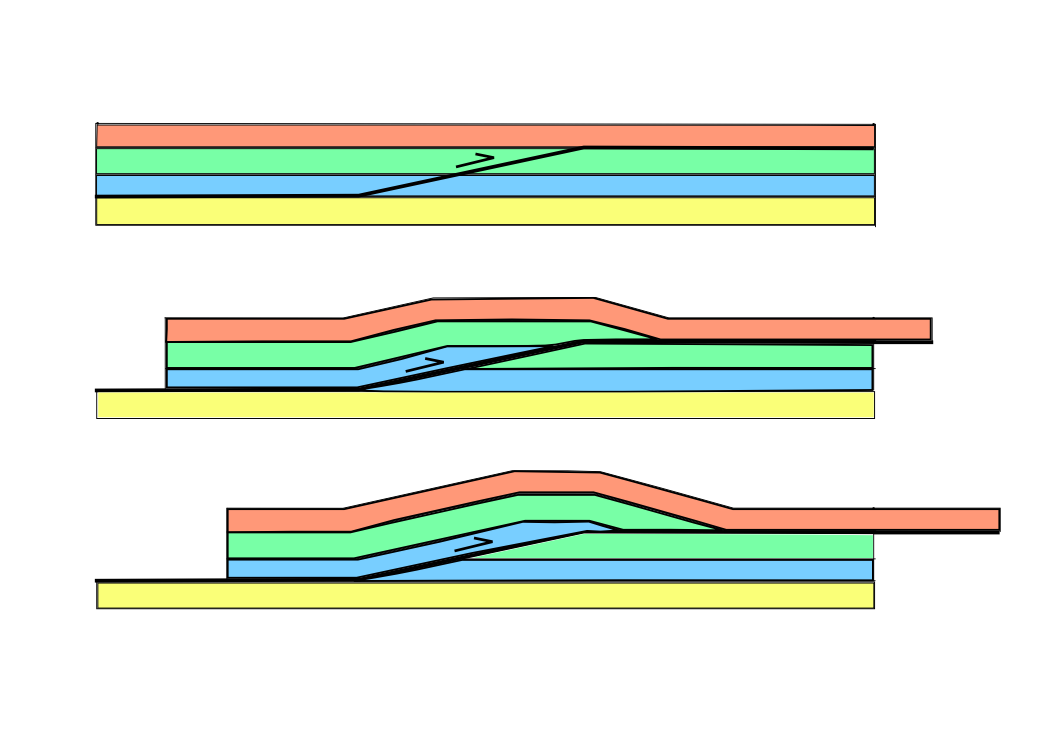
Esquema de l'evolució d'un plec de flexió de falla o "rampa anticlinal" per sobre d'una rampa d'encavalcament; la rampa presenta zones de separació a la part superior de les capes verda i groga.

Els encavalcaments, en particular els que participen d'un estil de deformació en pell fina (thin-skinned), posseeixen una geometria denominada de rampa-replà. Els encavalcaments es propaguen majoritàriament al llarg de zones de debilitat horitzontals dins d'una seqüència sedimentària, tals com lutites o capes salines, denominades replans. Si l'eficàcia de la separació es redueix, el corriment tendirà a tallar la secció a un nivell estratigràfic més alt (rampa), fins que arribi a una altra separació o enlairament efectiu amb què pugui continuar com en el cas dels llits plans paral·lels (nou replà). La part de l'encavalcament que uneix els dos plans es coneix com una rampa i es forma típicament en un angle d'uns 15° a 30° respecte a la base. El desplaçament continuat d'un encavalcament sobre una rampa produeix un plec de geometria característica conegut com a rampa anticlinal o, més generalment, com a plec de flexió de falla.

### Plecs de propagació de falla

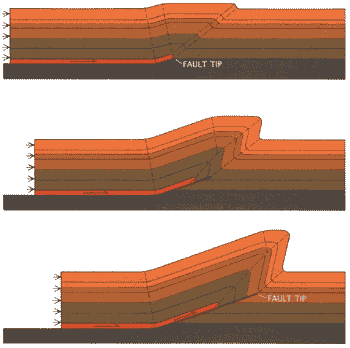
Esquema de l'evolució d'un plec de propagació de falla

Els plecs de propagació de falla es formen a la part superior d'una falla d'empenta on ha cessat la propagació al llarg de nivell d'enlairament entre capes, però el desplaçament de l'encavalcament continua a la part superior de la falla. El desplaçament continu s‟adapta per la formació d‟un parell asimètric de plecs anticlinal-sinclinal. Com que el desplaçament continua, el front de l'encavalcament comença a propagar-se al llarg de l'eix del sinclinal. Aquestes estructures són també conegudes com a plecs de línia de contorn. Amb el temps el front cavalcant que es propaga pot arribar a una altra capa d'enlairament eficaç i es desenvoluparà una estructura de plec compost, amb característiques tant de plec de flexió de falla com de plec de propagació de falla.

### encavalcaments dobles: dúplex

Desenvolupament d'un encavalcament doble (dúplex) per fallats successius en rampa de les capes basals.

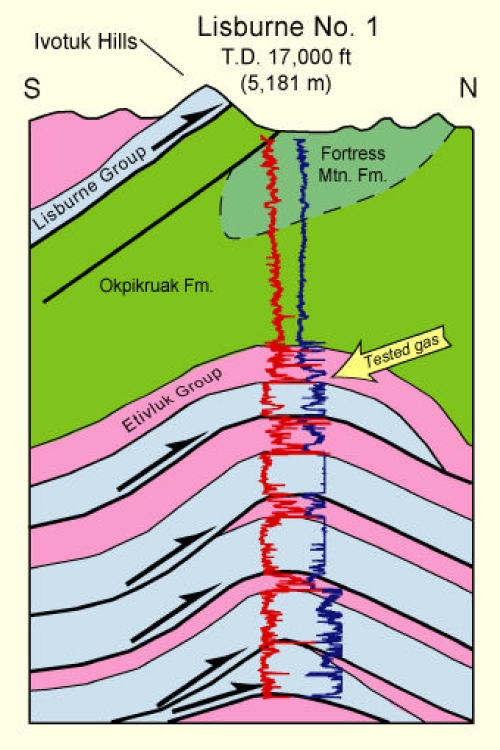
Apilament antiformal d'encavalcaments imbricats (dúplex), identificat en un sondeig als turons de la serralada de Brooks (Brooks Range), Alaska.

Els dúplex es donen quan hi ha dos nivells d'enlairament propers entre si dins d'una seqüència sedimentària, com la part superior i la base d'una capa relativament resistent d'arenisca limitada entre dues capes de lutites relativament plàstiques. Quan un encavalcament que s'ha propagat al llarg de l'enlairament inferior, conegut com a encavalcament basal o mur, talla l'enlairament de la part superior, conegut com a encavalcament sostre, forma una rampa dins de la capa més resistent. Amb el desplaçament continu de l'encavalcament, les tensions majors es desenvolupen al llavi enfonsat de la rampa a causa de la corba de la falla. Això pot causar la propagació renovada al llarg de l'encavalcament inferior fins que de nou es tallen per unir-se a l'encavalcament superior. Apareixeran nous desplaçaments addicionals a favor de la nova rampa així creada. Aquest procés es pot repetir diverses vegades, formant una sèrie de làmines cavalcants delimitades per falles, anomenades encavalcaments imbricats o horses, cadascun dels quals posseeix la geometria d'un plec de flexió de falla de petit desplaçament. El resultat final és generalment un dúplex en forma de rombe.
La majoria dels encavalcaments tipus dúplex només tenen petits desplaçaments a les falles de delimitació entre les capes imbricades (horses, en anglès «cavalls») i l'estructura té un cabussament des de l'avantpaís. De vegades el desplaçament dels horses individuals és més gran, de manera que cadascú s'apila més o menys verticalment a sobre de l'altre, això es coneix com apilament antiformal o apilament imbricat. Si els desplaçaments individuals són més grans encara, llavors, el conjunt de horses té un cabussament cap a l'avantpaís.
El mecanisme d'encavalcament dúplex és molt eficient per adaptar l'escurçament de l'escorça engrossint la secció en lloc de doblegar-la i deformar-la.
Aquest sistema de cavalcades està delimitat per baix i per dalt, per una cavalcada de pis i una de sostre respectivament, quedant contingut dins de la secció estratigràfica.

### Mantells de corriment o mantells d'encavalcament
Els mantells de corriment són plecs-falla (plecs tombats), en els quals es produeixen encavalcaments el desplaçament dels quals aconsegueix diversos quilòmetres de longitud. En aquest tipus de plecs, els materials superiors es desplacen del seu origen (materials al·lòctons) mentre els materials inferiors romanen en la seva posició inicial (autòctons).
Quan els materials superiors són erosionats afloren les capes inferiors, donant lloc a les denominades finestres tectòniques. De vegades, els materials superiors queden aïllats sobre els inferiors per efecte de l'erosió de la capa superior (mantell cavalcant), formant una illa tectònica, escata o klippe.